# Popilnic
Popilnicul (Asarum europaeum), sau piperul-lupului, ficățea, năjitnică, pipăruș, piperniță, trierei, tulipin, buba-inimii, buruiana-frigurilor, buruiană-de-atac, dafin-mic, lingura-frumoaselor, lingura-popii, este o plantă europeană perenă, înaltă de 10–15 cm. Are un rizom lung și târâtor, cu pozitie oblică sau orizontală. Frunzele sunt lung pețiolate, în formă de rinichi, late de aproximativ 10 cm. Sunt prevăzute cu trei lobi, fiecare dintre aceștia având marginea delimitată de încă trei lobi mai mici, rotunjiți. Pețiolul și limbul frunzei sunt păroase. Florile sunt de culoare albastru deschis, cu diametrul cuprins între 2,5 și 4 cm. Pedunculul floral este păros. Fructele sunt nucule pubescente.
Planta înflorește prin în lunile de primăvară. În România, vegetează în păduri, tufișuri umbroase montane și subalpine din Munții Carpați și, deoarece este o plantă monument al naturii, este ocrotită prin lege.
Este o plantă medicinală, folosită la prepararea de ceaiuri expectorante.